# Sąd Okręgowy w Koszalinie
Sąd Okręgowy w Koszalinie − organ wymiaru sprawiedliwości. Sąd urzęduje w budynku przy ulicy Waryńskiego 7 w Koszalinie.

## Status prawny
Sąd Okręgowy w Koszalinie stanowi element władzy sądowniczej sprawującej wymiar sprawiedliwości na podstawie Konstytucji RP. Sposób organizacji Sądu regulują następujące akty prawne: Prawo o ustroju sądów powszechnych, Regulamin urzędowania sądów powszechnych, Zarządzenie Ministra Sprawiedliwości, Rozporządzenie Ministra Sprawiedliwości z dnia 20 grudnia 2012.
Sąd Okręgowy w Koszalinie obejmuje obszar właściwości sądów rejonowych w: Białogardzie, Drawsku Pomorskim, Kołobrzegu, Koszalinie, Sławnie, Szczecinku, Wałczu.

## Struktury organizacyjne
Sądy okręgowe funkcjonują w strukturach sądów powszechnych, które rozstrzygają wszelkie sprawy z zakresu prawa karnego, cywilnego, rodzinnego i opiekuńczego oraz prawa pracy i ubezpieczeń społecznych, które nie są zastrzeżone dla innych sądów.
W Sądzie Okręgowym w Koszalinie utworzone zostały następujące wydziały:
- Wydział I Cywilny.
  - Sekcja spraw rodzinnych.
- II Wydział Karny.
  - Sekcja Windykacji należności sądowych
- Wydział III Penitencjarny i Nadzoru nad Wykonywaniem Orzeczeń Sądowych.
- Wydział IV Pracy i Ubezpieczeń Społecznych.
- Wydział V Karny Odwoławczy.
- Wydział VII Cywilny Odwoławczy.
- Wydział VIII Wizytacyjny.